# Мансо I (герцог Амальфійський)
Мансо (італ. Mansone; †1004), герцог Амальфійський (966—1004) як Мансо II — князь Салернський (981—983). Син герцога Амальфійського Сергія II, найвидатніший незалежний правитель Амальфі, який правив майже півстоліття.
Його батько, що походив з сім'ї Муско Коміте, вступив на Амальфійський престол у 958 та одразу призначив свого сина співправителем. У 966 Мансо спадкував престол, у 977 призначив свого сина Іоанна співправителем герцогства.
У 973 Мансо змовився з якимось Ландульфом Конца і неаполітанським дукою Маріном II змістити князя Салернського Гізульфа I. У 981 Мансо напав на князівство Салернське та змістив Пандульфа II, отримавши пізніше згоду на правління імператора Священної Римської імперії Оттона II. Мансо визнав свого сина Іоанна також і співправителем Салерно. Їх правління було деспотичним, а тому мешканці Салерно в 983 змістили їх з престолу та обрали князем вигнанця графа палацу Салерно Іоанна Ламберта.
Утікши з Салерно Мансо не одразу отримав владу в Амальфі, де правив його брат Адельфер. Іоанн відновив свою владу лише в 986, хоча видається, що Адальфер та інші його брати Адемарій та Лев також правили разом з ним аж до 998. Мансо побудував кафедральний собор св. Андрія Апостола та добився від папи Римського Іоанна XV архиєпископства для Амальфі.